# Хоецкая, Лидия
Лидия Хоецкая-Леандро (пол. Lidia Chojecka-Leandro; 25 января 1977, Седльце) — польская легкоатлетка, специализирующаяся в беге на 1500 и 3000 метров. Наиболее успешно выступает в помещении.
Чемпионка Европы по бегу 3000 м в залах (2005, 2007) и чемпионка Европы по бегу 1500 м в залах (2007). Серебряный медалист чемпионата Европы по бегу 3000 м в залах (2000) и чемпионата Европы по бегу 1500 м в залах (1998). Бронзовый медалист чемпионата мира по бегу 3000 м в залах (2006) и чемпионата мира по бегу 1500 м в залах (1997 и 1999). Чемпионка Европы среди юниоров по бегу 1500 м (1995). Чемпионка Европы по бегу 1500 м среди молодёжи до 23 лет (1998) и серебряный медалист этого чемпионата за 1997 год.
На Олимпийских играх 2008 года в Пекине на смогла пробиться в финал, заняв 11-е место в предварительном забеге.
Рекордсменка Польши по бегу на 1500, 3000 и 5000 м, а также на 800, 1000, 1500, на одну милю и 3000 м в залах. Многократный чемпионка Польши на стадионе и в залах.